# Agrostis antartica
Agrostis antartica é uma espécie de gramínea do gênero Agrostis, pertencente à família Poaceae.